# 1109 Tata
Az 1109 Tata (ideiglenes jelöléssel 1929 CU) egy kisbolygó a Naprendszerben. Karl Wilhelm Reinmuth fedezte fel 1929. február 5-én, Heidelbergben.